# Kypello Kyprou 1953-1954
La Kypello Kyprou 1953-1954 fu la 17ª edizione della coppa nazionale cipriota. Vide la vittoria finale del Cetinkaya, che così conquistò il suo secondo titolo.

## Formula
Presero parta alla manifestazione tutte le nove squadre di A' Katīgoria e anche le nove formazioni di B' Katīgoria (quella edizione fu la prima ufficiale). Il torneo prevedeva tre turni di qualificazione riservati alle squadre di B' Katīgoria e quattro turni: ottavi, quarti, semifinali e finale, tutti di sola andata; la squadra di casa era scelta per sorteggio, così come per sorteggio furono scelte le due squadre ammesse direttamente ai quarti di finale. Se una partita veniva pareggiata, si andava i tempi supplementari: in caso di ulteriore pareggio, era prevista la ripetizione sul campo della squadra che era in trasferta.

## Partite

### Primo turno preliminare
Gare disputate l'8 maggio 1954.
| Squadra 1            | Risultato | Squadra 2    |
| -------------------- | --------- | ------------ |
| Mağusa Türk Gücü     | 4 - 1     | Gençlik Gücü |
| Panellinios Limassol | 2 - 5     | Doğan Türk   |

### Secondo turno preliminare
| Squadra 1        | Risultato | Squadra 2   |
| ---------------- | --------- | ----------- |
| Doğan Türk       | 2 - 0     | APOP Paphou |
| Mağusa Türk Gücü | bye       |             |

### Terzo turno preliminare
| Squadra 1        | Risultato | Squadra 2  |
| ---------------- | --------- | ---------- |
| Mağusa Türk Gücü | 3 - 2     | Doğan Türk |

### Primo turno
Entrarono in gioco le nove squadre di A' Katīgoria 1953-1954 e altre quattro squadre della B' Katīgoria 1953-1954.
| Squadra 1        | Risultato | Squadra 2           |
| ---------------- | --------- | ------------------- |
| AEL Limassol     | 3 - 1     | Olympiakos Nicosia  |
| Anorthōsis       | 8 - 5     | AYMA Nicosia        |
| Antaeus Limassol | 1 - 5     | Pezoporikos Larnaca |
| Omonia           | 2 - 2     | EPA Larnaca         |
| Mağusa Türk Gücü | 2 - 6     | Demi Spor Larnaca   |
| Çetinkaya Türk   | 7 - 1     | Arīs Limassol       |
| APOEL            | bye       |                     |
| Nea Salamis      | bye       |                     |

#### Replay del primo turno
| Squadra 1   | Risultato | Squadra 2 |
| ----------- | --------- | --------- |
| EPA Larnaca | 0 - 3     | Omonia    |

### Quarti di finale
| Squadra 1           | Risultato | Squadra 2         |
| ------------------- | --------- | ----------------- |
| Çetinkaya Türk      | 2 - 1     | APOEL             |
| Nea Salamis         | 8 - 5     | Demi Spor Larnaca |
| Pezoporikos Larnaca | 2 - 0     | AEL Limassol      |
| Anorthōsis          | 4 - 2     | Omonia            |

### Semifinali
| Squadra 1      | Risultato | Squadra 2           |
| -------------- | --------- | ------------------- |
| Nea Salamis    | 0 - 1     | Pezoporikos Larnaca |
| Çetinkaya Türk | 3 - 1     | Anorthōsis          |

### Finale
| Arbitro: | Ben Roupi |

|                                                  |           |                          |
| Ertogan Asarntag 16’ Vetat Shialich (Jipsis) 58’ | Marcatori | 60’ Andreas Papadopoulos |

## Tabellone dei quarti
|  | Quarti di finale    | Quarti di finale    | Quarti di finale    |                     |                | Semifinali     | Semifinali | Semifinali |  |  | Finale | Finale | Finale |  |
|  |                     |                     |                     |                     |                |                |            |            |  |  |        |        |        |  |
|  | Çetinkaya Türk      | Çetinkaya Türk      | 2                   |                     |                |                |            |            |  |  |        |        |        |  |
|  | Çetinkaya Türk      | Çetinkaya Türk      | 2                   |                     |                |                |            |            |  |  |        |        |        |  |
|  | APOEL               | APOEL               | 1                   |                     |                |                |            |            |  |  |        |        |        |  |
|  | APOEL               | APOEL               | 1                   |                     | Çetinkaya Türk | Çetinkaya Türk | 3          |            |  |  |        |        |        |  |
|  |                     |                     |                     |                     | Çetinkaya Türk | Çetinkaya Türk | 3          |            |  |  |        |        |        |  |
|  |                     |                     | Anorthōsis          | Anorthōsis          | 1              |                |            |            |  |  |        |        |        |  |
|  | Anorthōsis          | Anorthōsis          | Anorthōsis          | Anorthōsis          | 1              | 4              |            |            |  |  |        |        |        |  |
|  | Anorthōsis          | Anorthōsis          |                     |                     |                |                |            |            |  |  |        |        |        |  |
|  | Omonia              | Omonia              | 2                   |                     |                |                |            |            |  |  |        |        |        |  |
|  | Omonia              | Omonia              | 2                   |                     | Çetinkaya Türk | Çetinkaya Türk | 2          |            |  |  |        |        |        |  |
|  |                     |                     |                     |                     |                |                |            |            |  |  |        |        |        |  |
|  |                     |                     | Pezoporikos Larnaca | Pezoporikos Larnaca | 1              |                |            |            |  |  |        |        |        |  |
|  | Nea Salamis         | Nea Salamis         | Pezoporikos Larnaca | Pezoporikos Larnaca | 1              | 8              |            |            |  |  |        |        |        |  |
|  | Nea Salamis         | Nea Salamis         |                     |                     |                |                |            |            |  |  |        |        |        |  |
|  | Demi Spor Larnaca   | Demi Spor Larnaca   | 5                   |                     |                |                |            |            |  |  |        |        |        |  |
|  | Demi Spor Larnaca   | Demi Spor Larnaca   | 5                   |                     | Nea Salamis    | Nea Salamis    | 0          |            |  |  |        |        |        |  |
|  |                     |                     |                     |                     | Nea Salamis    | Nea Salamis    | 0          |            |  |  |        |        |        |  |
|  |                     |                     | Pezoporikos Larnaca | Pezoporikos Larnaca | 1              |                |            |            |  |  |        |        |        |  |
|  | Pezoporikos Larnaca | Pezoporikos Larnaca | Pezoporikos Larnaca | Pezoporikos Larnaca | 1              | 6              |            |            |  |  |        |        |        |  |
|  | Pezoporikos Larnaca | Pezoporikos Larnaca |                     |                     |                |                |            |            |  |  |        |        |        |  |
|  | AEL Limassol        | AEL Limassol        | 2                   |                     |                |                |            |            |  |  |        |        |        |  |